# 古德勒克·乔纳森
古德勒克·桑博·阿齊克韋·乔纳森（英語：Goodluck Ebele Azikiwe Jonathan，1957年11月20日—），尼日利亚伊爵人政治人物，2010年－2015年擔任尼日利亚总统。曾任尼日利亚副总统。

## 生平
1957年11月生于巴耶尔萨州。曾任巴耶尔萨州州长。2007年4月当选副总统。2010年2月起奥马鲁·亚拉杜瓦總統因病無法視事，由他代理總統；5月5日奥马鲁·亚拉杜瓦病逝，他正式繼任總統。
他在2011年4月16日举行的总统选举中获胜。2015年競逐連任但於選舉中敗於全體進步大會的穆罕默杜·布哈里。
2016年尼日利亚经济濒临崩溃后传出其在任上的贪腐丑闻，9月份尼日利亚政府官方证实在其夫人帐上发现数千万美元未能说明合法来源。